# Sproge församling
Sproge församling är en församling i Klinte pastorat i Medeltredingens kontrakt i Visby stift i Svenska kyrkan. Församlingen ligger i Gotlands kommun i Gotlands län.

## Administrativ historik
Församlingen har medeltida ursprung. 
Församlingen var till 1941 annexförsamling i pastoratet Eksta och Sproge, som den 1 maj 1922 utökades med Levide och Gerums församlingar. Från 1941 till 1962 var den annexförsamling i pastoratet Hablingbo, Silte och Sproge. Från 1962 var den annexförsamling i pastoratet Klinte, Fröjel, Eksta och Sproge, som 2002 utökades med Sanda, Västergarns, Mästerby, Hejde och Väte församlingar.

## Kyrkor
- Sproge kyrka